# Alex Nielsen
Alex Nielsen (* 30. September 1967) ist ein ehemaliger dänischer Fußballspieler.
Der Stürmer und gelernter Schlosser kam in der Winterpause 1987/88 vom Næstved BK nach Deutschland zum FC Schalke 04. Der dänische U-21-Nationalspieler konnte sich dort aber nicht durchsetzen, zumal die Knappen damals ohnehin eine schwierige Zeit durchmachten und dann letztlich abstiegen, so dass er nur auf sieben Bundesliga-Einsätze als Mittelfeldspieler und später auf acht Zweitligaeinsätze (nunmehr als Stürmer) kam.
1989 ging er wieder zurück zu seinem Heimatclub Næstved BK, für den er insgesamt 320 Spiele absolvierte. 1997 wechselte er zu AB Kopenhagen, wo seine Karriere auch endete.